# HD Спорт
«HD Спорт» — общероссийский спортивный телеканал, который вещал в формате HDTV. Начал своё вещание 27 апреля 2007 года одновременно с запуском первого в России телепроекта — HD-телевидения.
Эфир состоял из передач и спортивных трансляций наиболее значимых спортивных событий.
В 2010 году оператор «Платформа HD» решил осуществить вещание телеканала «HD Спорт», но этот телеканал был исключён из-за подобных нарушений к правообладателю — ОАО «НТВ-Плюс».
25 января 2016 года телеканал был закрыт и заменён на «Матч! Игра» (HD).